# مالكوم ماكدونالد
مالكوم ماكدونالد (بالإنجليزية: Malcolm Macdonald)‏، من مواليد 7 يناير 1950 في فولهام في إنجلترا، لاعب كرة قدم إنجليزي سابق، ومدرب كرة قدم إنجليزي سابق.
بدأ مسيرته الكروية مع نادي فولهام في موسم 1968/1969، وشارك معهم في 13 مباراة وسجل 5 أهداف، وفي عام 1969 انتقل إلى نادي لوتون تاون، ولعب معهم حتى عام 1971، وشارك معهم في 88 مباراة وسجل 49 هدف، وفي عام 1971 انتقل إلى نادي نيوكاسل يونايتد، ولعب معهم حتى عام 1976، وشارك معهم في 187 مباراة وسجل 95 هدف، وفي عام 1976 انتقل إلى نادي آرسنال، ولعب معهم حتى عام 1979، وشارك معهم في 84 مباراة وسجل 42 هدف، وفي عام 1979 انتقل إلى نادي ديورغاردنس السويدي، وشارك معهم في 9 مباريات وسجل هدفين.
لعب مع منتخب إنجلترا لكرة القدم بين عامي 1972 و1976، وشارك معهم في 14 مباراة وسجل 6 أهداف.
درب نادي فولهام بين عامي 1980 و1984، ودرب نادي هدرسفيلد تاون في موسم 1987/1988.

## مسيرته الكروية
لعب مالكوم ماكدونالد خلال مسيرته الاحترافية مع 5 أندية في اثنا عشر موسمًا وسجل خلالها 193 هدف ضمن 381 مباراة. حيث فاز في موسم واحد بالكأس ولم يفز بأي دوري.
خاض مالكوم ماكدونالد مسيرته مع نادي فولهام في موسم 1968–69 لمدة موسم واحد، مشاركًا في 13 مباراة سجل خلالها 5 أهداف. ثم انتقل إلى نادي لوتون تاون في موسم 1969–70 ولمدة موسمين، حيث شارك في 88 مباراة سجل خلالها 49 هدفًا. لينتقل بعدها إلى نادي نيوكاسل يونايتد في موسم 1971–72 ليلعب معه خمسة مواسم، مشاركًا في 187 مباراة سجل خلالها 95 هدفًا. ثم انتقل إلى نادي أرسنال في موسم 1976–77 واستمر معه طيلة ثلاثة مواسم، مشاركًا في 84 مباراة سجل خلالها 42 هدفًا. هذا وانتقل لاحقًا إلى نادي يورغوردينس ما بين عامي 1979 و1980 لمدة موسم واحد، مشاركًا في 9 مباريات سجل خلالها هدفين.

## روابط خارجية
- مالكوم ماكدونالد على موقع الاتحاد الأوربي (الإنجليزية)
- مالكوم ماكدونالد على موقع قاعدة بيانات كرة القدم.إي يو (الإنجليزية)
- مالكوم ماكدونالد على موقع ناشيونال فوتبول تيمز (الإنجليزية)
- مالكوم ماكدونالد على موقع عالم كرة القدم.نت (الإنجليزية)